# لشکری
لشکری شاید به یکی از این موارد اشاره داشته باشد:
- مجید لشکری عضو تیم ملی والیبال نشسته جمهوری اسلامی ایران
- جواد لشکری
- لشکری بن مردی